# Perissus
Perissus is een kevergeslacht uit de familie van de boktorren (Cerambycidae). De wetenschappelijke naam van het geslacht werd voor het eerst geldig gepubliceerd in 1863 door Chevrolat.

## Soorten
Perissus omvat de volgende soorten:
- Perissus aemulus Pascoe, 1869
- Perissus albobifasciatus Pic, 1927
- Perissus alticollis Gressitt & Rondon, 1970
- Perissus andreae Chevrolat, 1863
- Perissus angusticinctus Gressitt, 1942
- Perissus antennatus Pascoe, 1869
- Perissus aper (Chevrolat, 1863)
- Perissus apicicornis Pic, 1954
- Perissus arisanus Seki & Suematsu, 1935
- Perissus asperatus Gressitt, 1951
- Perissus atronotatus Pic, 1937
- Perissus bauhiniae Gardner, 1936
- Perissus biluteofasciatus Pic, 1918
- Perissus chapaanus Pic, 1930
- Perissus chatterjeei Gardner, 1940
- Perissus cinericius Holzschuh, 2009
- Perissus confertus Dauber, 2010
- Perissus crassicollis Pesarini & Sabbadini, 1997
- Perissus dalbergiae Gardner, 1930
- Perissus declaratus Holzschuh, 2003
- Perissus delectus Gressitt, 1951
- Perissus delerei Tippmann, 1958
- Perissus demonacoides (Gressitt, 1936)
- Perissus dilatus Gressitt & Rondon, 1970
- Perissus dohertii Gahan, 1906
- Perissus elongatus Pic, 1937
- Perissus fairmairei Gressitt, 1940
- Perissus fuliginosus (Chevrolat, 1863)
- Perissus fulvopictus Matsushita, 1933
- Perissus glaucinus (Boisduval, 1835)
- Perissus globithorax Pic, 1922
- Perissus grallarius Pascoe, 1869
- Perissus granulithorax Pic, 1933
- Perissus griseofasciatus Pic, 1943
- Perissus griseus Gressitt, 1935
- Perissus hooraianus (Matsushita, 1943)
- Perissus indistinctus Gressitt, 1940
- Perissus intersectus Holzschuh, 2003
- Perissus kankauensis Schwarzer, 1925
- Perissus kiangsuensis Gressitt, 1940
- Perissus kimi Niisato & Koh, 2003
- Perissus kiusiuensis Ohbayashi, 1944
- Perissus laetus Lameere, 1893
- Perissus latepubens Pic, 1950
- Perissus luteofasciatus Pic, 1950
- Perissus luteonotatus Pic, 1943
- Perissus magdalenae Holzschuh, 1990
- Perissus mimicus Gressitt & Rondon, 1970
- Perissus multifenestratus (Pic, 1926)
- Perissus mutabilis Gahan, 1894
- Perissus myops Chevrolat, 1863
- Perissus nilgiriensis Gahan, 1906
- Perissus ogasawarensis Endo, 2000
- Perissus pacholatkoi Holzschuh, 1992
- Perissus parvulus Gahan, 1906
- Perissus paulonotatus (Pic, 1902)
- Perissus perfluus Holzschuh, 2003
- Perissus persimilis Gahan, 1894
- Perissus pulcherrimus Dauber, 2010
- Perissus quadrimaculatus Gressitt & Rondon, 1970
- Perissus quercus Gardner, 1940
- Perissus rayus Gressitt & Rondon, 1970
- Perissus rhabdotus Duffy, 1952
- Perissus rhaphumoides Gressitt, 1940
- Perissus rubricollis Gressitt, 1937
- Perissus ruficornis Pic, 1926
- Perissus scabrosus Holzschuh, 2011
- Perissus scutellatus Chevrolat, 1863
- Perissus testaceoapicalis Pic, 1935
- Perissus thibetanus Pic, 1918
- Perissus trabealis Holzschuh, 2003
- Perissus trizonatus (Blanchard, 1853)
- Perissus tsutsumii Makihara, 1979
- Perissus variesignatus Pic, 1954
- Perissus wenroncheni Niisato, 1986
- Perissus x-littera Chevrolat, 1863